# Otto Selz
Otto Selz (München, 14 februari 1881 – Auschwitz, 27 augustus 1943) was een Duits filosoof en psycholoog.
Hij ontwikkelde een non-associatieve theorie over het denken in 1913, gebruik makend van een introspectieve methode. Anders dan zijn voorgangers, ontwikkelde Selz een theorie zonder het gebruik van afbeeldingen en associaties. Wilhelm Wundt was de eerste die de introspectie gebruikte in de jaren 1880, maar kon hiermee geen hogere cognitieve processen bestuderen in wetenschappelijk laboratoria.
Selz' ideeën anticipeerden op enige voorname concepten uit de moderne cognitieve psychologie, zoals:
- De eenheid van gedachten is gedirigeerde associatie.
- Begrip van problemen vereist de vorming van structuur
- Probleemoplossen bevat het testen van condities

### Over Otto Selz
- N. H. Frijda & Adriaan de Groot (Eds.) (1981). Otto Selz: His Contribution to Psychology. The Hague: Mouton Publishers.
- Michel Ter Hark (2004), Popper, Otto Selz and the rise of evolutionary epistemology. Cambridge: Cambridge University Press.
- Herrmann, T. (1999). Otto Selz und die Würzburger Schule. In W. Jahnke & W. Schneider (Hrsg.), Hundert Jahre Institut für Psychologie und Würzburger Schule der Denkpsychologie (S. 159-167). Göttingen: Hogrefe.
- Alexandre Métraux (1999): Otto Selz. In: Illustrierte Geschichte der Psychologie. Hg. Helmut E. Lück und Rudolf Miller. Psychologie Verlags Union: Weinheim. 2.korr. Aufl.
- Pieter J. van Strien & Erik Faas (2004), "Otto Selz: A Brief Biography", in: Rand B. Evans, Thomas Carlyle Dalton (), The Life Cycle of Psychological Ideas"".